# 郭持平
郭持平（1483年—1556年），字守衡，號淺齋，江西吉安府萬安縣城北门人，明朝政治人物。

## 生平
正德八年（1513年）癸酉科江西鄉試第九十三名，正德十二年（1517年）登丁丑科會試第二百七十九名，廷试三甲二百二十一名進士。都察院观政，授工部都水司主事，分司吕梁。改刑部，调兵吏部，歷官吏部员外郎，嘉靖六年（1527年）二月升湖广提学副使，十月改别任。復除福建副使，九年七月升布政司右参政，十一年正月升云南按察使，十月丁父忧。復除福建按察使，十六年五月升山西右布政使，轉河南左布政使，十八年七月升都察院右副都御史、总理河道，二十一年六月升工部右侍郎，仍管理河道，十二月改任南京刑部右侍郎，二十四年五月考察致仕。嘉靖三十五年（1556年）八月卒，賜祭葬。

## 家族
曾祖郭尚禹，號夏苑；祖父郭希正，號瑞斋；父郭古序（郭孝，字古叙）（1452年-1532年），號橋隐，封承德郎工部都水司主事。前母彭氏；母段氏。兄持珍、弟持直、持敬。
子郭原定、原寀、原賓。